# Mürzhofen
Mürzhofen war bis Ende 2014 eine eigenständige Gemeinde mit 959 Einwohnern (Stand: 31. Oktober 2013) im österreichischen Bundesland Steiermark (Gerichtsbezirk Mürzzuschlag und im politischen Bezirk Bruck-Mürzzuschlag). Im Rahmen der Gemeindestrukturreform in der Steiermark wurde sie ab 1. Jänner 2015 gemeinsam mit der ehemaligen Gemeinde Allerheiligen im Mürztal bei der Stadtgemeinde Kindberg eingemeindet.

## Geografie
Mürzhofen liegt im Bezirk Bruck-Mürzzuschlag im Nordosten der Steiermark und wird auch als Mittelpunkt der Steiermark bezeichnet. Die Nachbargemeinden Mürzhofens sind Allerheiligen im Mürztal, Sankt Marein im Mürztal und Sankt Lorenzen im Mürztal.
Es existieren keine weiteren Katastralgemeinden außer Mürzhofen.

## Geschichte
Die erste urkundliche Nennung erfolgte zwar erst um ca. 1140 als Muerzehoven, jedoch existierte schon zur Karolinger- und Ottonenzeit ein königlicher Wirtschaftshof. Grundherren waren jahrhundertelang die Stubenberger. Die Bauernbefreiung erfolgte nach den Revolutionswirren 1848. Die Ortsgemeinde als autonome Körperschaft entstand 1850. Nach der Annexion Österreichs 1938 kam die Gemeinde zum Reichsgau Steiermark, 1945 bis 1955 war sie Teil der britischen Besatzungszone in Österreich.

## Politik
Bürgermeister
- 1985–2006 Karl Pfeffer
- 2006–2014 Franz Harrer (SPÖ)

## Wappen
Die Verleihung des Gemeindewappens erfolgte mit Wirkung vom 1. Oktober 2005.

Wappenbeschreibung: Von Rot zu Schwarz geteilt durch eine silberne fünfzackige Kleeblattkrone, deren erste und fünfte Zacke vom Schildrand halbiert werden und deren Reif unten wellenförmig ausgebildet ist.

## Kultur und Sehenswürdigkeiten

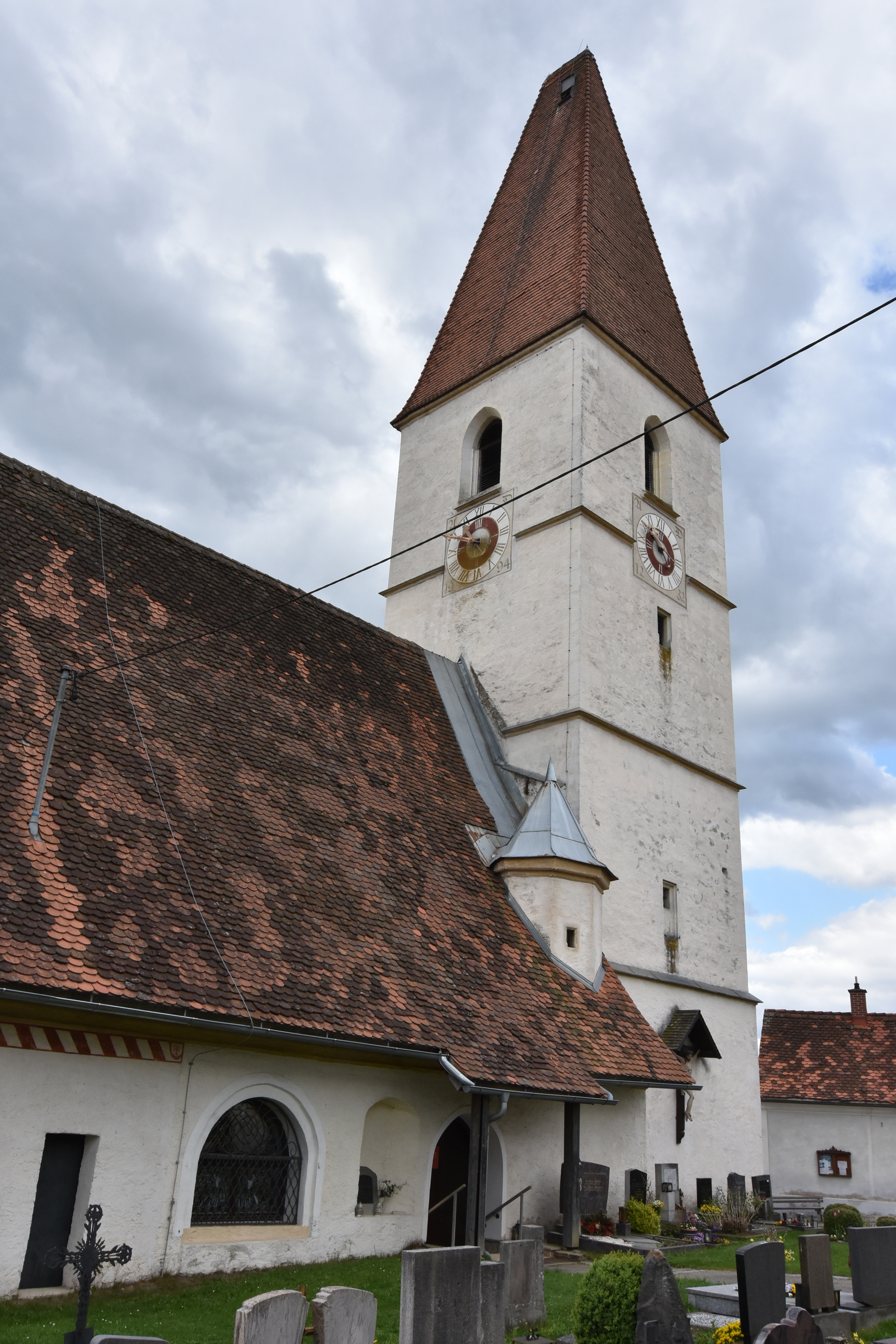
Filialkirche hl. Johannes der Täufer Mürzhofen

- Filialkirche hl. Johannes der Täufer
- Siehe auch: Liste der denkmalgeschützten Objekte in Kindberg

## Verkehr
An der Südbahn liegt die Haltestelle Allerheiligen-Mürztal. Es halten zahlreiche Regionalzüge die grundsätzlich in Richtung Bruck an der Mur bzw. Mürzzuschlag fahren. Doch oft werden die Züge nach Leoben, Friesach, Neumarkt, Unzmarkt, Graz und Spielfeld-Straß verlängert.

## Sport
Der Fußballverein Mürzhofen betreibt neben der Kampfmannschaft und der Reserve, eine U15 (Spielgemeinschaft mit Stanz), eine U13, eine U11, eine U9 und eine U8.
Der ortsansässige Tennisverein "TC Mürzhofen" stellt derzeit eine Herrenmannschaft, eine Damenmannschaft sowie eine U13 Jugendmannschaft.

## Persönlichkeiten

### Ehrenbürger
- 1971: Josef Kraus, Gemeinderat
- 1985: Rudolf Hintsteiner, Bürgermeister
- 1989: Hans Gross (1930–1992), Landeshauptmann-Stellvertreter
- 1998: Peter Schachner-Blazizek (* 1942), Landeshauptmann-Stellvertreter
- 2006: Karl Pfeffer, Bürgermeister[4]

### Söhne und Töchter der Gemeinde
- Franz Almer (* 1970), ehemaliger Fußballtorwart – GAK, DSV Leoben – und nunmehriger Fußballtrainer